# Грант Хил
Грант Хил (енгл. Grant Hill; Далас, Тексас, 5. октобар 1972) је бивши амерички кошаркаш. Играо је на позицији крила.

## Успеси

### Репрезентативни
- Олимпијске игре:  1996.
- Панамеричке игре:  1991.

### Појединачни
- НБА Ол-стар меч (7): 1995, 1996, 1997, 1998, 2000, 2001, 2005.
- Идеални тим НБА — прва постава (1): 1996/97.
- Идеални тим НБА — друга постава (4): 1995/96, 1997/98, 1998/99, 1999/00.
- НБА новајлија године: 1994/95. (заједно са Џејсоном Кидом)
- Идеални тим новајлија НБА — прва постава: 1994/95.
- НБА спортска личност године (3): 2004/05, 2007/08, 2009/10.